# Nieradz
Nieradz – osada w Polsce, w województwie zachodniopomorskim, w powiecie wałeckim, w gminie Mirosławiec. 
W latach 1975–1998 Nieradz administracyjnie należał do województwa pilskiego.
1 stycznia 2023 roku zmieniono rodzaj miejscowości z „część wsi Hanki” na „osada”.